# 창벽로
창벽로(Changbyeok-ro)는 대한민국 충청남도 공주시 계룡면 강남교차로 에서 반포면 청벽삼거리 를 잇는 도로이다

## 주요 경유지
충청남도
- 공주시 (계룡면 . 반포면)

## 노선
| 이름        | 접속 노선              | 소재지 | 소재지 | 비고                  |
| ----------- | ---------------------- | ------ | ------ | --------------------- |
| 강남 교차로 | 무령로                 | 공주시 | 옥룡동 |                       |
| 소학 교차로 | 소학동길               | 공주시 | 옥룡동 |                       |
| 학소교      |                        | 공주시 | 옥룡동 |                       |
| 오야교      |                        | 공주시 | 옥룡동 |                       |
| (이름없음)  | 왕흥장악로             | 공주시 | 반포면 | 지방도 제691호선 구간 |
| 청벽삼거리  | 국도 제32호선 (금벽로) | 공주시 | 반포면 | 지방도 제691호선 구간 |

## 주요 시설및 건물
- 파스쿠찌 공주성왕점 (창벽로 416/상왕동 290-4)